# Ink (canción de Coldplay)
«Ink» —en español: «Tinta»— fue lanzado como el cuarto sencillo del álbum Ghost Stories a las radios italianas de contemporary hit radio el 13 de octubre de 2014  y en los Estados Unidos el 18 de noviembre de 2014, como el tercer sencillo a las radios de rock moderno del país, y el quinto en general de Ghost Stories.  El video musical de "Ink" es un vídeo interactivo que fue escrito, dirigido y animado por una agencia con sede en Los Ángeles llamada "Blind". La agencia trabajó con una empresa con el nombre de "Interlude" para hacer más de 300 recorridos posibles a lo largo del video musical.

## Producción
La canción fue producida por Paul Epworth, Daniel Green, Rik Simpson y la misma banda. Al igual que el resto del álbum compuesto, fue grabado en los estudios pertenecientes a la misma banda, "The Bakery" y "The Beehive", ubicados en Londres, Inglaterra. Dichos estudios estuvieron originalmente planeados para los anteriores discos del grupo, Viva la Vida or Death and All His Friends (2008) y Mylo Xyloto (2011).

## Presentaciones en vivo
La canción fue tocada durante el Ghost Stories Tour en el año 2014. La canción sería tocada nuevamente durante el A Head Full of Dreams Tour entre los años 2016 y 2017. Un par de versiones en vivo serían incluidas en el CD/DVD Ghost Stories Live 2014.

## Lista de canciones
| Descarga Digital CD Promocional |                                           |          |  |
| N.º                             | Título                                    | Duración |  |
| 1.                              | «Ink» (Live At Le Casino De París, París) | 4:09     |  |
| 4:09                            |                                           |          |  |

| CD Promocional |                       |          |  |
| N.º            | Título                | Duración |  |
| 1.             | «Ink» (Álbum Versión) | 3:48     |  |
| 2.             | «Ink» (Instrumental)  | 3:48     |  |
| 7:36           |                       |          |  |

| CD Promocional Países Bajos |        |          |  |
| N.º                         | Título | Duración |  |
| 1.                          | «Ink»  | 3:48     |  |
| 3:48                        |        |          |  |